# European Touring Car Cup 2011
European Touring Car Cup 2011 – siódma edycja pucharu wyścigowego European Touring Car Cup. Składała się ona z pojedynczej rundy na austriackim torze Salzburgring rozegranej 24 lipca, w przeciwieństwie do edycji 2010, kiedy to odbyły się trzy rundy. Runda złożona była z dwóch wyścigów mających kolejno 14 i 12 okrążeń. Podobnie jak w trzech ostatnich latach samochody były podzielone na trzy kategorie: Super 2000, Superprodukcyjną i Super 1600. Wygrali je odpowiednio Fabrizio Giovanardi, Aleksandar Tošić i Thomas Mühlenz.

## Lista startowa
| Zespół                       | Samochód             | Nr | Kierowcy             | Klasa |
| ---------------------------- | -------------------- | -- | -------------------- | ----- |
| Chevrolet Motorsport Sweden  | Chevrolet Cruze LT   | 2  | Michel Nykjær        | S2000 |
| Hartmann Racing              | Honda Accord Euro R  | 4  | Fabrizio Giovanardi  | S2000 |
| Hartmann Racing              | Honda Accord Euro R  | 5  | Wolfgang Treml       | S2000 |
| Sunred Engineering           | SEAT León 2.0 TDI    | 6  | Pepe Oriola          | S2000 |
| Rikli Motorsport             | Honda Civic FD       | 8  | Peter Rikli          | S2000 |
| Rikli Motorsport             | Honda Accord Euro R  | 9  | Christian Fischer    | S2000 |
| Proteam Racing               | BMW 320si            | 11 | Mehdi Bennani        | S2000 |
| Proteam Racing               | BMW 320i E46         | 22 | Fabio Fabiani        | SPro  |
| Borusan Otomotiv Motorsport  | BMW 320si            | 13 | İbrahim Okyay        | S2000 |
| Thate Motorsport             | BMW 320si            | 14 | Jens-Guido Weimann   | S2000 |
| K&K Motorsport Scuderia AVUS | Audi A4              | 15 | Andreas Kast         | S2000 |
| Seco Tools Racing Team       | Honda Accord Euro R  | 17 | Tomas Engström       | S2000 |
| ASK Vitro Racing             | Honda Civic Type R   | 23 | Aleksandar Tošić     | SPro  |
| Pro East                     | Mitsubishi Carisma   | 24 | Niek Oude Luttikhuis | SPro  |
| ATM Speed Ladies Team        | Ford Fiesta 1.6 16V  | 32 | Ulrike Krafft        | S1600 |
| ATM Racing                   | Ford Fiesta ST       | 33 | Klaus Bingler        | S1600 |
| ATM Racing                   | Ford Fiesta 1.6 16V  | 34 | Ihor Skuz            | S1600 |
| GENA Autosport               | Ford Fiesta ST       | 35 | Erwin Lukas          | S1600 |
| Roscher Racing               | Ford Fiesta ST (LPG) | 37 | Thomas Mühlenz       | S1600 |

| Symbol | Klasa            |
| ------ | ---------------- |
| S2000  | Super 2000       |
| SPro   | Superprodukcyjna |
| S1600  | Super 1600       |

## Wyniki
| Legenda oznaczeń w tabelach wyników Wyświetl szablon na nowej stronie | Legenda oznaczeń w tabelach wyników Wyświetl szablon na nowej stronie                                                                     |
| Oznaczenie                                                            | Wyjaśnienie |
| --------------------------------------------------------------------- | --- |
| Złoty                                                                 | Zwycięzca lub mistrzostwo |
| Srebrny                                                               | 2. miejsce lub wicemistrzostwo |
| Brązowy                                                               | 3. miejsce lub II wicemistrzostwo |
| Zielony                                                               | Ukończył, punktował (w klasyfikacji generalnej, gdy zdobył co najmniej jeden punkt na przestrzeni sezonu, poza trzema powyższymi opcjami) |
| Niebieski                                                             | Ukończył, nie punktował (w klasyfikacji generalnej, gdy nie zdobył co najmniej jednego punktu na przestrzeni sezonu)                      |
| Czerwony                                                              | Nie zakwalifikował się (NZ) |
| Czerwony                                                              | Nie prekwalifikował się (NPK) |
| Różowy                                                                | Nie ukończył (NU) |
| Różowy                                                                | Niesklasyfikowany (NS) (w klasyfikacji generalnej, gdy nie został sklasyfikowany w żadnym wyścigu sezonu)                                 |
| Czarny                                                                | Zdyskwalifikowany (DK) |
| Czarny                                                                | Wykluczony (WYK/EX) |
| Biały                                                                 | Nie wystartował (NW) |
| Biały                                                                 | Kontuzjowany (K/INJ) |
| Biały                                                                 | Wyścig odwołany (OD/C) |
| Bez koloru                                                            | Został wycofany (WYC/WD) |
| Bez koloru                                                            | Nie przybył (NP/DNA) |
| Bez koloru                                                            | Nie brał udziału w treningach (NT/DNP) |
| Bez koloru                                                            | Nie został zgłoszony (–) |
| Pogrubienie                                                           | Start z pole position |
| Kursywa                                                               | Najszybsze okrążenie wyścigu |
| †                                                                     | Nie ukończył, ale jego rezultat został zaliczony ze względu na przejechanie więcej niż 90% dystansu wyścigu.                              |
| *                                                                     | Sezon w trakcie |
| 1/2/3                                                                 | Punktowana pozycja w sprincie kwalifikacyjnym                                                                                             |
| Lista systemów punktacji Formuły 1                                    | |

| Poz.             | Kierowca             | SAL        | SAL        | Pkt.       |
| Super 2000       | Super 2000           | Super 2000 | Super 2000 | Super 2000 |
| ---------------- | -------------------- | ---------- | ---------- | ---------- |
| 1                | Fabrizio Giovanardi  | 1          | 2          | 21         |
| 2                | Pepe Oriola          | 2          | 1          | 20         |
| 3                | Tomas Engström       | 3          | 3          | 13         |
| 4                | Wolfgang Treml       | 6          | 4          | 8          |
| 5                | Mehdi Bennani        | 4          | 15         | 6          |
| 6                | Peter Rikli          | 8          | 5          | 5          |
| 7                | İbrahim Okyay        | 5          | NU         | 4          |
| 8                | Andreas Kast         | 9          | 6          | 3          |
| 9                | Jens-Guido Weimann   | 7          | NU         | 2          |
| 9                | Christian Fischer    | NU         | 7          | 2          |
|                  | Michel Nykjær        | NU         | NU         | 0          |
| Superprodukcyjna |                      |            |            |            |
| 1                | Aleksandar Tošić     | 11         | 8          | 23         |
| 2                | Fabio Fabiani        | 15         | 14         | 16         |
|                  | Niek Oude Luttikhuis | NW         | NW         | 0          |
| Super 1600       |                      |            |            |            |
| 1                | Thomas Mühlenz       | 10         | 9          | 23         |
| 2                | Ulrike Krafft        | 12         | 10         | 18         |
| 3                | Erwin Lukas          | 13         | 12         | 11         |
| 4                | Klaus Bingler        | 14         | 13         | 9          |
| 5                | Ihor Skuz            | NU         | 11         | 7          |
| Poz.             | Kierowca             | SAL        | SAL        | Pkt.       |